# Tempio Pausania
Tempio Pausania (sardinsky: Tèmpiu) je italská obec (comune) v provincii Sassari v regionu Sardinie. Nachází se ve výšce 566 metrů nad mořem a má přibližně 13 tisíc obyvatel. Rozloha obce je 210,82 km².